# Pollenia notialis
Pollenia notialis är en tvåvingeart som beskrevs av Dear 1986. Pollenia notialis ingår i släktet vindsflugor, och familjen spyflugor. Inga underarter finns listade i Catalogue of Life.